# Paramelania damoni
Paramelania damoni је пуж из реда Sorbeoconcha. 

## Угроженост
Ова врста није угрожена, и наведена је као последња брига јер има широко распрострањење.

## Распрострањење
Врста је присутна у Бурундију, ДР Конгу, Замбији и Танзанији.

## Популациони тренд
Популациони тренд је за ову врсту непознат.

## Станиште
Станишта врсте су језера и језерски екосистеми и слатководна подручја.